# كارل الثالث عشر
كارل الثالث عشر (Karl XIII؛ استكهولم، 7 أكتوبر 1748 - استوكهولم، 5 فبراير 1818) ملك السويد (باسم كارل الثالث عشر) من 1809 وملك النرويج (باسم كارل الثاني) من 1814 حتى وفاته. الابن الثاني للملك أدولف فريدريك السويد والملكة لويزا أولريكا شقيقة فريدريك الكبير.
على الرغم من أنه يـُعرف بالملك كارل الثالث عشر، في الواقع ترتيبه هو السابع من بين ملوك السويد الحاملين لهذا الاسم، فقد اعتمد سلفه كارل التاسع (حكم 1604-1611) هذا الترتيب بعد دراسة لتاريخ خرافي للسويد.

## معرض صور

## روابط خارجية
- كارل الثالث عشر على موقع الموسوعة البريطانية (الإنجليزية)